# NGC 6930
NGC 6930 este o galaxie situată în constelația Delfinul. A fost descoperită în 15 august 1863 de către Albert Marth.